# Liste der Wappen in Fürth
Die Liste der Wappen in Fürth zeigt die Wappen in der bayerischen Stadt Fürth.

## Fürth

Stadt Fürth In Silber ein dreiblättriges grünes Kleeblatt.

- Stadt
Fürth
In Silber ein dreiblättriges grünes Kleeblatt.

## Ehemalige Gemeinden mit eigenem Wappen

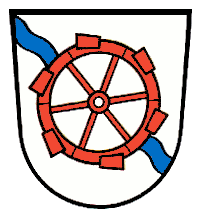
Gemeinde Stadeln Altes Schöpfrad, Trennlinie symbolisch die Regnitz. 1961 vom Gemeinderat eingeführt, Entwurf Paul Linhard, Grafiker aus Stadeln.
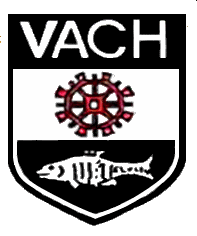
Gemeinde Vach